# Amphicnemis lestoides
Amphicnemis lestoides là một loài chuồn chuồn kim trong họ Coenagrionidae.
Amphicnemis lestoides is in 1868 voor het eerst wetenschappelijk beschreven bởi Brauer.